# Jokiniemenoja
Jokiniemenoja is een beek, die stroomt in de Zweedse  provincie Norrbottens län. De Jokiniemenoja is een verzamelbeek, die haar water krijgt uit diverse kleinere beken. Ze is ongeveer 1 kilometer lang en levert haar water af aan het Vyönijärvi.